# The Pandoras
The Pandoras — американская женская рок-группа, сформированная в 1982 году, в Лос-Анджелесе. Начав с гаражного рока, группа сменила своё звучание впоследствии на хард-рок. Лидер группы Paula Pierce скончалась 10 августа 1991 года от аневризмы.
Группа дебютировала в 1984 году с мини-альбомом I'm Here I'm Gone на лейбле Moxie Records. В том же году был записан альбом It's About Time (1984) с продюсером Greg Shaw, однако группа распалась к концу года. Вокалист/гитарист Paula Pierce приглашает трёх новых участниц, в то время как прежний состав гастролировал в течение непродолжительного времени под тем же названием The Pandoras. Paula Pierce и её новый состав издают следующий альбом Stop Pretending (1986) на лейбле Rhino, а затем подписывают контракт с мейджор-лейблом Elektra. Был записан альбом Come Inside (1987), который никогда не издавался, в итоге The Pandoras были исключены из лейбла. В мини-альбоме Rock Hard (1988) группа далеко отошла от своих гаражных истоков, так же, как и в альбоме Live Nymphomania (1989), записанном на концерте в Далласе.
В 2014 году бывшие участницы группы объединились под названием The 21st Century Pandoras. Под новым названием были изданы два цифровых сингла «Joyride» и «Flashback Forever».

## Дискография

### Альбомы
- It's About Time (1984 — Voxx Records)
- Stop Pretending (1986 — Rhino Records)
- Live Nymphomania (1989 — Restless Records)

### Синглы и мини-альбомы
- I'm Here I'm Gone (1984 — EP — Moxie Records)
- Hot Generation/You Don't Satisfy (1984 — Single — Voxx Records)
- In And Out of My Life (In a Day)/The Hump (1986 — Single — Rhino Records)
- Rock Hard (1988 — mini-album — Restless Records)
- I Didn't Cry/Thunder Alley (1999 — Dionysus)

### Синглы The 21st Century Pandoras
- "Joyride" (2014 — Oh Long Johnson Records)
- "Flashback Forever" (2014 — Oh Long Johnson Records)

### Переиздания
- Rock Hard/Live Nymphomania (2005 — Reissue — Restless)
- Stop Pretending (2006 — Rhino Handmade — remastered re-release with additional tracks)

### Видео/DVD
- Slipping Through the Cracks (An Uprising of Young Pacifics) (video); IceWorld Video

### Неизданный альбом
- Come Inside (1987 — Elektra Records)

### Бутлег
- Psychedelic Sluts (1994)

## Видеоклипы
- The Pandoras — Hot Generation
- The Pandoras — Want Need Love
- The Pandoras — Stop Pretending